# 이종학 (1927년)
이종학(1927년 1월 16일 ~ 2002년 11월 25일)은 경기도 화성군에서 태어났으며, 서지학자, 사료 수집가, 근현대사 연구가, 충무공 연구가, 독도 연구가 등으로 불리었다. 호는 사운(史芸)이다.

## 생애
일곱살 때 아버지를 여읜 그는 가난 때문에 초등학교를 끝으로 진학을 포기해야 했다. 

농사 짓다 해방 뒤 서울에서 고학하던 그는 전쟁으로 다시 학업을 접어야했다. 책을 마음껏 보고싶어 고서점을 시작했다.
고문헌을 탐독했던 이종학은 충무공 사료연구에 몰두했다. 

독도영유권과 구한말 한국강제병합 문제 등으로 관심영역을 넓혀 희귀사진과 문헌 등을 언론에 잇따라 공개하면서 관심을 모았다.
특히 60~70년대 초창기 독도관련 자료들은 대부분 그가 수집해 밝힌 것들이다.
90년대 들어 그는 사운연구소 설립과 독도박물관 건립 등을 통해 수집자료의 정리·기증에 주력했다. 

<동학농민전쟁사료총서>(전 30권), <1910년 한국강점자료집>(전12권), <일본의 독도정책자료집>(전10권) 등을 발간해 국내 연구기반 확보에 기여했다. 

1997년엔 기증자료 500여 점을 바탕으로 독도박물관을 개관했으며, 2000년까지 순천향대 이순신연구소 초대소장을 지냈다.
2001년 3월엔 북한에서 `일제의 조선강점 비법성에 대한 공동자료전시회'와 토론회를 열어 일본규탄 공동성명을 남북학계 최초로 발표한 주역이 됐다.

## 연구 활동
- 76년 명량대첩 장계를 언론에 공개
- 거북선 실체를 규명한 <조선수군주력선도>와 탁월한 육상전투 지휘관으로서 이순신의 면모를 조명한 <반곡집>의 발굴
- 충무공이 왜군으로부터 항복받았던 사적인 통영 수항루의 옛 사진 발굴과 위치 고증
- <난중일기>와 충무공 한시의 숱한 번역 오류를 집어내었다.
- 1592년 독도가 조선땅임을 일본 스스로 밝힌 <팔도총도>와 1883년 일본 해군성 수로국 발행문서인 <환영수로지> 등을 찾아냈다.
- 독도가 조선 영해이고 동해가 '조선해'임을 표기한 일본의 고지도 20여 점을 찾아내고 2000년 <한일어업관계자료집>도 발간해 영유권 주장의 발판을 마련했다.
- 일제가 수원성으로 왜곡한 세계문화유산 화성의 제 이름을 찾아주었다.

## 저술
- "1910년 한국강점 자료집" (2000년, 사운연구소)
- "세계문화유산 화성 제 이름 찾기까지" (1999년, 사운연구소)
- "일본의 독도정책 자료집" (2000년, 사운연구소)
- "한일어업관계조사자료" (2000년, 사운연구소)
- "일한병합시말" (2001년, 사운연구소)

## 약력
- 1927년 1월 16일 경기도 수원 출생
- 초등학교 졸업
- 고서점 운영
- 1969년 연세대 경영대학원 수료
- 이순신, 독도, 한일 병합 등 관련 자료 수집, 연구
- 1996년 사운연구소 설립
- 1997년 독도박물관 건립. 초대(1997.8 ~ 2002.9) 박물관장
- 2000년 순천향대학교 이순신연구소 초대(2000.3 ~ 2001.3) 소장
- 2002년 11월 25일 별세

## 상훈
- 2014년 제5회 동북아역사재단 독도상 '독도사랑상'
- 2003년 국민훈장 무궁화장
- 2003년 한국국가기록연구원 제3회 한림기록문화상
- 문화공보부장관 표창
- 국무총리표창

## 같이 보기
- 이순신
- 독도
- 독도박물관
- 수원 화성